# Invicta Ground
Invicta Ground – były piłkarski stadion w Plumstead w południowo-wschodnim Londynie, występował na nim klub Royal Arsenal (dzisiaj znany jako Arsenal) między 1890 i 1893 rokiem.
Nazwa Invicta, wywodzi się z motta hrabstwa Kent (gdzie wówczas znajdowało się Plumstead). Był to pierwszy prawdziwy, wyposażony w trybuny i szatnie stadion Arsenalu. Znajdował się w południowej części Plumstead High Street.